# إستراتيجية

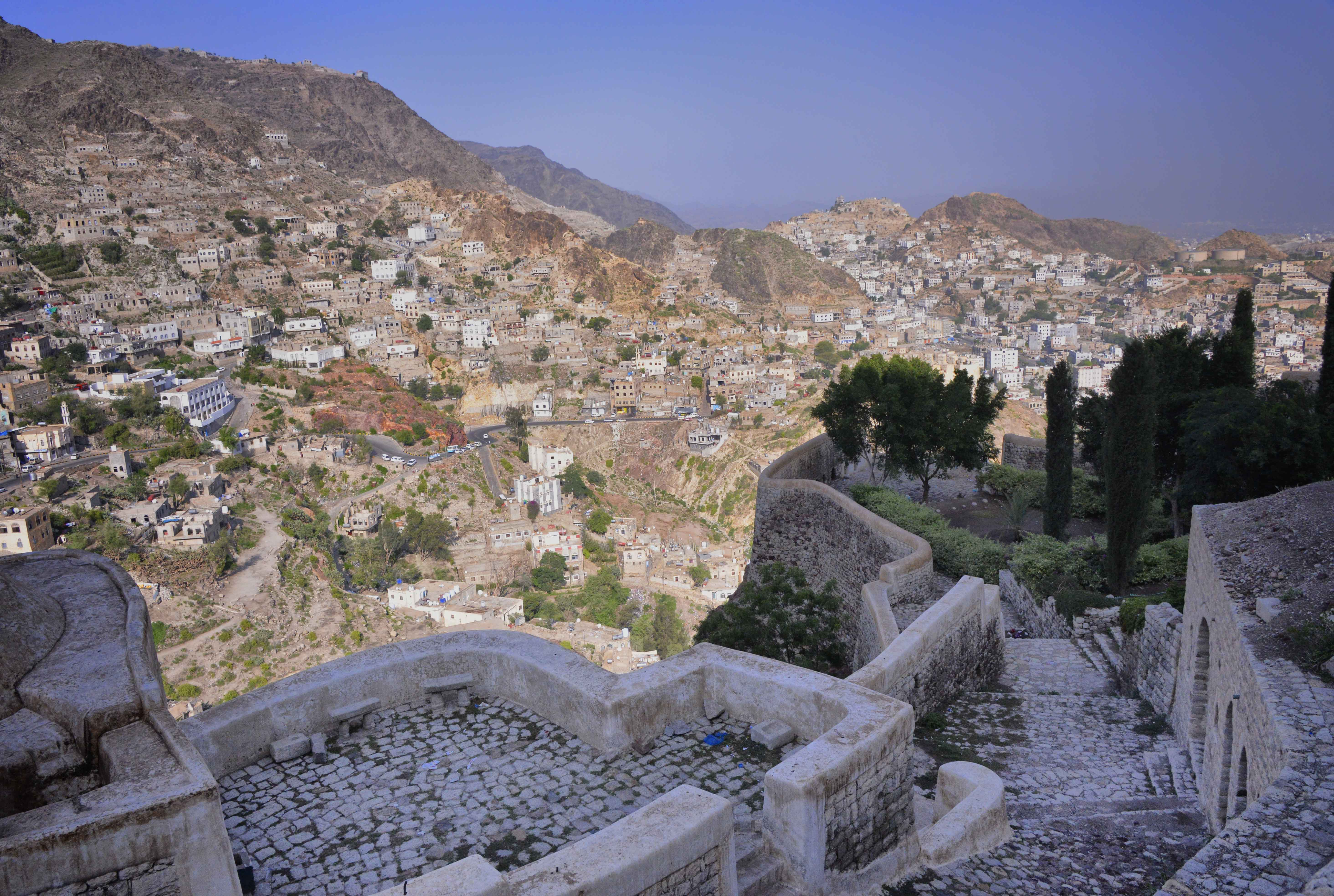
تشيد الحصون في مواقع إستراتيجية إما لوقوعها على محاور انتقال حيوية أو لارتفاعها وإطلالها على مساحة ممتدة

الإستراتيجية أو علم التخطيط بصفة عامة هي مصطلح عسكري بالأساس وتعني الخطة الحربية، أو هي فن التخطيط للعمليات العسكرية قبل نشوب الحروب، وفي نفس الوقت فن إدارة تلك العمليات عقب نشوب الحروب. وتعكس الاستراتيجية الخطط المحددة مُسبقاً لتحقيق هدف معين على المدى البعيد في ضوء الإمكانيات المتاحة أو التي يمكن الحصول عليها. هي خطط أو طرق توضع لتحقيق هدف معين على المدى البعيد اعتماداً على التخطيطات والإجراءات الأمنية في استخدام المصادر المتوفرة في المدى القصير. ومفهوم الاستراتيجية عموما: هي مجموعة السياسات والأساليب والخطط والمناهج المتبعة من أجل تحقيق الأهداف المسطرة في أقل وقت ممكن وبأقل جهد مبذول.

## أصل الكلمة
- مصطلح الاستراتيجية يعد من المصطلحات القديمة المأخوذة من الكلمة الإغريقية Strato وتعني الجيش أو الحشود العسكرية، ومن تلك الكلمة اشتقت اليونانية القديمة مصطلح Strategos وتعني فن إدارة وقيادة الحروب.

الاستراتيجية وتعني أصول القيادة الذي لا اعوجاج فيه، فهي تخطيط عالي المستوى، فمن ذلك الاستراتيجية العسكرية أو السياسية التي تضمن للإنسان تحقيق الأهداف من خلال استخدامه وسائل معينة، تعني الطريق أو الاستراتيجية ، فهي علم وفن التخطيط والتكتيك والعمليات، ثم استعملت هذه الكلمة في المجالات المتعددة في شتى مناح الحياة العامة.
يعود أصل الكلمة إلى التعبير العسكري ولكنها الآن تستخدم بكثرة في سياقات مختلفة مثل استراتيجيات العمل، استراتيجيات التسويق...الخ.

## الإدارة الاستراتيجية
انظر المقال المخصص لمفهوم الإدارة الاستراتيجية .

## نشأة مفهوم الاستراتيجية
تعتبر الحرب واحدة من الظواهر الحتمية في حياة الإنسان، واكبت مسيرته على هذه الأرض وكانت معلماً بارزاً في تاريخه الطويل. ولأن الحرب كذلك فقد استحوذت -كسواها من فروع المعرفة الإنسانية- على اهتمام كثير من المفكرين والدارسين الذين حاولو الوصول إلى استنتاجات ومبادئ وقوانين عامة لهذه الظاهرة المعقدة من خلال الدراسة المقارنة لتجارب الحروب الإنسانية على مختلف انماطها.
وظهرت بواكير المؤلفات في هذا المجال قبل أكثر من ست وعشرين قرنا على يد بعض العسكريين الصينيين تلتها مؤلفات أخرى لعسكريين ومفكرين اغريق ورومان وعرب وأوروبيين تناولت جميعها بعض المفاهيم والمبادئ الأساسية والتفصيلية للحرب. مما نتج عنه نشوء فرع جديد من فروع المعرفة الإنسانية اصطلح على تسميته (الفن العسكري) أو (الفن الحربي).
وكنتيجة حتمية للتطور والتوسع الهائل في مجال المعرفة العسكرية قسم الفن العسكري إلى مستويات ثلاثة رئيسيه هي: 1- الإستراتيجية العليا أو الشاملة.
2- الإستراتيجية العسكرية. 3- التخطيط (التعبية). غير أن هذا التقسيم الذي اعتمدته المدرسة العسكرية الغربية تقريبا لما يطابق تماما ما اعتمدته المدرسة العسكرية الشرقية وبعض مفكري المدرسة الأولى الذين اعتمدوا تقسيمات أخرى لا تختلف عن التقسيم آنف الذكر في المضمون وإن اختلفت في الشكل.
فقد قسمت المدرسة الشرقية الفن العسكري إلى إستراتيجية وفن عمليات وتخطيط، وقسمه الجنرال (أندريه بوفر) إلى إستراتيجية وتخطيط وشؤون إدارية.
تعريف الإستراتيجية عرف (كلاوتز) الإستراتيجية بأنها (فن استخدام المعارك كوسيلة للوصول إلى هدف الحرب) وعرفها (مولتكه) بأنها (إجراء الملائمة العملية للوسائل الموضوعة تحت تصرف القائد للوصول إلى الهدف المطلوب) بينما عرفها (ليدل هارت) بانها (فن توزيع واستخدام مختلف الوسائط العسكرية لتحقيق هدف السياسة).
أما الجنرال (بالت) فقد عرفها بانها (فن تعبئة وتوجيه موارد الأمة أو مجموعة من الأمم بما فيها القوات المسلحة لدعم وحماية مصالحها من أعداءها الفعليين أو المحتمليين) في حين يعرفها الجنرال (أندريه بوفر) بأنها (فن حوار الإرادات تستخدم القوة لحل خلافاتها).
وتعكس هذه التعرفات المختلفة الاختلاف بين مفاهيم اصحابها لمعنى الإستراتيجية ومدياتها ووسائلها مما يوحي بأن مفهوم هذه الكلمة أو الاصطلاح لم يتبلور بعد في أذهان رواد الإستراتيجية ومفكريها.
والحقيقة أن حداثة فن الإستراتيجية والتطور السريع؛ الذي لحق مفهوم هذا الفن كنتيجة حتمية للتطور الهائل الذي شهدته المعارف والتقنية العسكرية؛ قد وسع مجاله ومداه بحيث أصبح لكل وضع أو مجال سياسي أو اقتصادي أو عسكري أو اجتماعي إستراتيجية خاصةً مما يجعل من العسير إيضاح معنى الإستراتيجية بكلمة أو ببعض كلمات.
ومن خلال استقراء التعريفات السابقة يمكن الوقوف على الفروق بين اصطلاح الإستراتيجية وسواه من الاصطلاحات المقترنة به كالسياسة والتخطيط والشؤون الإدارية.
فقد يختلط مفهوم الإستراتيجية بمستواها الأعلى، أي الإستراتيجية العليا الشاملة بمفهوم السياسة أو قد يختلط مفهوم الإستراتيجية بمستواها الأدنى أي الإستراتيجية العسكرية أو العملياتية بمفهوم التخطيط أو الشؤون الإدارية.
فالسياسة هي التي ترسم وتحدد الهدف الذي تسعى الأمة أو الدولة لتحقيقه سواء بالسبل العسكرية أو سواها، في حين تعتبر الإستراتيجية العليا الإداة التنفيذية للسياسة أي أنها السياسة في مرحلة التنفيذ أو السياسة في مرحلة الحركة العنيفة أو القابلة للعنف.
ولا يعني هذا أن الحل العسكري هو الحل الوحيد أو الوسيلة اليتيمة أمام الإستراتيجية لتحقيق هدف السياسة بل ثمة وسائل وسبل أخرى سياسية واقتصادية ونفسية ودبلوماسية تسلكها الإستراتيجية للوصول للهدف وإن كان سبيل القوة العسكرية هو الأكثر قوة وحسماً والذي يُلجأ إليه في نهاية المطاف عادة.
وتختلف الإستراتيجية العسكرية عن التخطيط وإدارة الشؤون، في أن التخطيط (فن استخدام الأسلحة في المعركة للوصول إلى المردود الأقصى) كما يقول (اندريه بوفر) أو (عملية اشتباك)كما يقول (باليت)، أي ان حدوده محصورة في الإجراءات والتدابير التي تتخذها القيادة الميدانية على مسرح المعركة أي أنه فن القتال في الميدان.
أما الشؤون الإدارية فهي علم تجهيز وإدامة القطعات أي علم (الحركة والتموين) وهي مع التخطيط تؤمن (تحقيق التعاون المتبادل بين العوامل المادية ويتصفان معا بصفات علمية واقعية تجعلهما متشابهين لفن الهندسة).
أما الإستراتيجية العسكرية فهي فن توزيع واستخدام الإمكانات والوسائل العسكرية المختلفة لتحقيق هدف السياسة بالطريقة المثلى التي تؤمن التوائم بين الإمكانات والهدف وتحقيق أقل قدر من المقاومة لخططها باستخدام عامل المناورة، ويكون التخطيط عادة إحدى الوسائل التي تستخدمها الإستراتيجية العسكرية لتحقيق هدفها.

## أوجه ومستويات الاستراتيجية
نتيجة للتطور التقني والفكري وزيادة لحاجة للتخصص تبعا لذلك فقد تعددت أوجه ومستويات وحقول الإستراتيجية بحيث أصبح لكل حقل من الحقول سراطيته الخاصة التي تلائم اعتباراته المعنوية ومعطياته المادية.
فمن حيث المستوى هناك إستراتيجية عليا أو شاملة وإستراتيجية بحتة أو عسكرية أو عملياتية. وضمن الإستراتيجية العسكرية ثمة إستراتيجية برية وبحرية وجوية.
أما من حيث المجال فثمة إستراتيجية سياسية واقتصادية واجتماعية وعسكرية وغيرها.
ومن حيث المدى فقد تميزت الإستراتيجية بأنها شـاملة ومحدودة أو مرحلية ومن حيث طريقة الوصول للهدف فقد تقسم إلى الإستراتيجية إلى مباشرة وغير مباشرة.
وبالرغم من التقسيمات آنفة الذكر فإن الإستراتيجية في حقيقتها واحدةٌ من حيث الجوهر والهدف والأسلوب. وليس التقسيم إلا ضرورة عملية أو علمية نشأت من خلال تشعب وتضخم مهام السراطيات.
و يجب لضمان نجاح الإستراتيجية تساند وتوافق وتكامل كافة الخطط السراطيات المختلفة لكي تؤدي مجتمعة ومتضافرة إلى تحقيق الهدف العام للسياسة.
وضماناً لهذا التكامل والتضافر فقد وضعت الإستراتيجية العليا أو الشاملة على قمة الهرم السراطيي واعتبرت السلطة العليا في الدولة هي المسؤولة عن وضعها وتوجيهها.
فالإستراتيجية العسكرية مثلاً هي التنفيذ العملي لمخططات الإستراتيجية العليا من حيث توجيه وإدارة الصراع المسلح. فهي تابعة لها تتنكب خطاها. أي أن الإستراتيجية العليا تعالج جزئيا من خلال الاستراتيجية العسكرية في حين تعالج الأخيرة جزئيا بالتخطيط. وبكلمة موجزة فإن الإستراتيجية العليا هي سياسية حرب، أما الإستراتيجية العسكرية هي فن قيادة الحرب، والتخطيط هو فن القتال.

## الاستراتيجية العليا والعسكرية
تختلف الاستراتيجية العليا في الدولة من حيث السلطة القائمة عليها ومن حيث مستواها ومداها ووسائلها.
فالقيادة السياسية العسكرية العليا في الدولة هي التي تتولى الإستراتيجية العليا في حين تعتبر الاستراتيجية العسكرية ضمن نطاق النشاط العملي للقيادة العسكرية العليا.
والاستراتيجية العليا هي التي تقدر وتنمي وتحشد كافة الإمكانات والطاقات الاقتصادية والبشرية والعسكرية والمؤازرة وسواها من قوى الضغط للتأثير على عزيمة الخصم ومعنوياته وإرادته لإجباره على الخضوع والتسليم وبالتالي تحقيق أهداف السياسة أو البعض منها. وهي تحدد كافة المهام والأدوار لمختلف السراطيات العامة من سياسية واقتصادية واجتماعية ودبلوماسية وعسكرية، وتؤمن توافقها وانسجامها. وهي تتولى كذلك وتعالج كافة مراحل الصراع السابقة والمواكبة واللاحقة للحرب وتؤمن التوافق بين شتى وسائط وأسلحة الصراع وتنظم استخدامها وتوجيهها. وربما خططت أيضاً لإقامة سلام وطيد يعقب مرحلة الصراع بنفي كل المؤثرات وإزالة الآثار التي تحول دون ذلك.
أما الاستراتيجية العسكرية فهي تختص بمرحلة الصراع المسلح أي أن مداها ونطاقها محدودٌ بالحرب، في حين تنحصر مهمتها في معالجة قضايا توزيع واستخدام الوسائل والإمكانات العسكرية لتحقيق هدف الاستراتيجية العليا معتمدة في ذلك على التقدير السليم والموائمة الناجحة بين وسائلها وإمكاناتها وبين غاياتها.
فالاستراتيجية العسكرية هي أداة الإستراتيجية العليا لإحراز النصر في ميدان القتال وتحقيق هدف السياسة وهي تابعة لها تعمل وفق مخططها ومنهجها وفي تطبيقها العملي على مستوىً أدنى وهي تشكل الوجه التنفيذي لسياسة القوة. وتعتمد الإستراتيجية العسكرية في سبيل تحقيق النجاح إلى محاولة اختزال إمكانات المقاومة المعادية إلى الحد الأدنى للوصول إلى هدفها بأقصر وأيسر السبل وأقلها تكلفة، مدرعة بدراسة عميقة وتقدير سليم لعوامل الزمان والمكان والقدرات المادية والمعنوية المشكلة للوضع السراطيّ وبفهم حقيقي لأهدافها ومتسلحة بعاملي الحركة والمفاجأة الذين يشكلان معاً عنصر المناورة الإستراتيجية التي تحدد تتابع العوامل وعلاقات الأوضاع المتعاقبة. حيث أن المناورة هي العامل الموجه والمحرك لبقية العوامل والمعبر عن الصراع المجرد بين إرادات الخصوم على شكل أفعال وردود أفعال متعاقبة.
وتشترك الاستراتيجية العسكرية في تحديد وتقرير نمط الصراع وهل سيكون هجوميا عنيفا مباشراً أم غير مباشر أو دفاعياً مخاتلاً، في حين تنفرد بالتحكم والتوجيه لمسيرة التكتيك بصفته تابعاً لها وأحد وسائلها الرامية للوصول إلى نتيجة حاسمة.

## الاستراتيجية التغيير
وهي رؤية ذكية للشخص صاحب الإحساس المرهف تكون بصورة قادرة على تلبية احتياجات وتطلعات الأفراد الذي يضمهم الكيان الجماعي أو الإداري أو التنفيذي أو العسكري، وهي على ثلاث أنواع:
1. استراتيجية إعادة البناء وتتناول هدم وإزالة النظام القديم العاجز عن الوفاء بمتطلبات العصر سواء تغير جذري أو جزيء، تدريجي أو انقلابي.
2. استراتيجية الارتقاء والنمو ويكون ذلك من خلال تهيئة مناخ جديد ووضع الأسس الجديد لاستقبال النظام الجديد القادر على الوفاء بمتطلبات العصر.
3. استراتيجية الهيمنة من خلال إقامة الهيكل الرئيس للنظام الجديد.

## أهداف الاستراتيجية
تهدف الاستراتيجية إلى تحقيق هدف السياسة عن طريق الاستخدام الأمثل لكافة الإمكانات والوسائل المتوفرة. وتختلف الأهداف من سياسة لأخرى ومن إستراتيجية لأخرى. فقد لا يتحقق الهدف إلا باتباع أسلوب هجومي لاحتلال أراضي الغير أو فرض شروط معينة عليه أو باتباع أسلوب دفاعي لحماية أرض الوطن ومصالح وقيم الأمة مثلا. وقد يكون الهدف سياسيا أو اقتصاديا أو عسكريا أو معنويا وقد يكون صغيرا محدودا كاحتلال جزء من أرض دولة ما وكبيرًا كالقضاء على كيان تلك الدولة نهائيا. غير أن جميع الأهداف تشترك في كونها جميعا الهدف النهائي الذي عين وحدد سلفا من قبل السلطة السياسية العلبا أو الوسيط المؤدي إليه حتما.
وقد يكون من الضروري أحيانا للوصول إلى الهدف النهائي للسياسة تحديد تحقيق عدد من الأهداف المرحلية التي يؤدي تحقيقها إلى أحداث تغييرات حادة هامة في الموقف السراطيّ أو إلى توجيه الوضع السراطيّ باتجاه يؤدي حتمًا إلى الهدف النهائي، وهذه الأهداف هي ما يسمى بالأهداف الإستراتيجية.

## وسائل الاستراتيجية
تتباين الوسائل التي تستخدمها الإستراتيجية لتحقيق هدفها تبعاً للتباين في طبيعة وأهمية ذلك الهدف وتبعاً للإمكانات والقدرات المتاحة للظروف والأجواء المحلية والدولية السائدة.
فلقد قال بعض السراطيين القدماء مثل كلاوزفتز برون أن الوسيلة العسكرية هي الوسيلة الوحيدة الحاسمة للوصول للهدف في حين يرى المحدثون منهم أن الحل العسكري أو القوة العسكرية هي واحدة من الوسائل وأن الأفضل عدم اللجوء إليها فعلاً إلا بعد استنفاذ وعجز الوسائل الأخرى من دبلوماسية وسياسية واقتصادية ونفسية عن تحقيق الهدف أي يجب العمل بالوسائل الأخرى لخلق وضع سراطيّ مناسب قد يؤدي بذاته إلى الهدف دون اللجوء إلى القوة العسكرية أو قد يؤدي إلى خلق ظروف للمعركة يمكن انتزاع النصر والوصول إلى الهدف بواسطتها بسهولة.
والإستراتيجية الناجحة هي التي توفق إلى اختيار الوسيلة أو الوسائل الأجدى بين كافة الوسائل المتاحة للوصول إلى هدفها. أي التي تنجح في تحقيق وتأمين التوافق والتلائم بين الوسيلة والهدف وفي خلق التأثير النفسي الكافي لزعزعة ثقة الخصم بنفسه وتفتيت إرادته وعزيمته وحرمانه من حرية العمل مما سيؤدي حتماً إلى قبوله بالشروط المفروضة عليه ويعبّر ندريه بوفر عن ذلك بقوله (أن القانون العام هو: يتم الوصول إلى النتيجة الحاسمة بخلق واستغلال وضع يؤيد إلى تفتيت معنويات الخصم بشكل كاف يجبره على قبول الشروط المفروضة عليه وهنا تكمن الفكرة الأساسية لحوار الإرادات).
ولكي يكون اختيار الوسيلة ناجحا فمن الضروري عمل دراسة واعية للموقف بشتى جوانبه لمعرفة العدو المطلوب قهره وتمييز نقاط ضعفه الأكثر حساسية مع تحليل عميق للتأثيرات الحاسمة التي يمكن أن تحدثها الوسيلة المختارة على معنويات الخصم وهذا يقتضي إنشاء مخطط سراطيّ يتضمن كافة الأعمال الممكنة وردود الأفعال المتوقعة عليها محلياً ودولياً لوضع الحلول المناسبة كي يكون المخطط السراطيّ مترابط الأجزاء قادر على مواجهة أي مفاجآت أو ردود فعل غير ملائمة أو سيئة التأثير لضمان حرية العمل للخطة الإستراتيجية.

## مبادئ الاستراتيجية
حاول العديد من المفكربن السراطيين وضع عدد من المبادئ الإستراتيجية العامة فكان اختيارهم في وضع هذه المبادئ أكثر من اختلافهم في تعريف الإستراتيجية ذاتها.
والسبب الرئيس في ذلك الاختلاف هو أن الإستراتيجية ليست فكرة محددة المعالم جلية السمات ولكنها كما يقول بوفر (أسلوب تفكير).
فلكل موقف إستراتيجية تلائمه ولكل دولة إستراتيجية تناسبها وتتلائم مع ظروفها وقد يكون اختيار هذه الإستراتيجية أو تلك صائباً في زمان أو مكان معينين وغير صائب في زمان أو مكان آخر فالإستراتيجية تتأثر بعوامل الزمان والمكان وبعقلية المخططين وظروف العصر وتقنيته وغير ذلك من العوامل.
ولقد حدد كلاوز فيتز مبادئ الإستراتيجية العسكرية في ثلاث نقاط رئيسية وهي:
1. تجميع القوى.
2. عمل القوى ضد القوى.
3. الحل الحاسم عن طريق المعركة في الحقل الرئيس.

أما ليدل هارت فقد قدم ثمانية مبادئ رئيسية هي:
مطابقة الهدف مع الإمكانات.
متابعة الجهد وعدم إضاعة الهدف.
1. اختيار الخط الأقل توقعاً. 4- استثمار خط المقاومة الأضعف.
2. اختيار خط عمليات يؤدي إلى أهداف متناوبة.
3. المرونة في المخطط والتشكيل بحيث يتلاءمان مع الظروف.
4. عدم الزج بكافة الإمكانات إذا كان العدو محترساً.
5. عدم تسديد الهجوم على نفس الخط أو بنفس الطريقة.

أما ماوتس تونغ فقد حدد للإستراتيجية ستة مبادئ تختلف في كثير عن سابقاتها وهي:
1. الانسحاب أمام تقدم العدو انسحابات متجهة نحو المركز.
2. التقدم أمام العدو المتراجع. 3- إستراتيجية واحد ضد خمسة.
3. التموين من تموينات العدو نفسه.
4. تخطيط خمسة ضد واحد.
5. تلاحم تام بين الجيش والشعب.

ووضع لينين وستالين ثلاث مبادئ رئيسية هي:
1. تلاحم معنوي بين الجيش والشعب في حرب شاملة.
2. أهمية حاسمة للمؤخرات.
3. ضرورة القيام بإعدادات نفسية قبل البدء بالعمل العنيف.

أما السراطيون الأمريكيون فقد استوحوا من ظروفهم في ظل أوضاع التوازن النووي في العالم مبدأين فقط هما:
1- ردع متدرج.
2- ردع مرن.
وحددت المدرسة العسكرية الفرنسية مبدأين مغايرين وإن كانا شاملين هما:
1- الاقتصاد والقوة.
2- حرية العمل.
ولو حاولنا استعراض آراء السراطيين البحريين في مبادئ الإستراتيجية لوجدنا أمير البحر الأمريكي ماهان قد جعل السيطرة على البحار هي المبدأ الرئيس في الحصول على نتيجة حاسمة.
ومن خلال استعراضنا للمبادئ الموضوعة للإستراتيجية نلمح بالإضافة إلى تباينها تأثر واضعيها بظروف بلادهم وعقائدها وقيمها العسكرية الموروثة، وتأثر بعضهم بالأوضاع الخاصة التي واجهت كفاح بلادهم.
فنجد أن كلاوز فتز وهو العسكري الألماني يعبّر من خلال مبادئه عن روح العسكرية الألمانية العنيفة في حين عبّرت مبادئ ليدل هارت عن أفكاره التي آمن بها في أفضلية السُبل غير المباشرة وأنها الطريقة الأمثل للوصول إلى الهدف دون الاضطرار لمواجهة الخصم وجهاً لوجه وتكَبُد خسائر لا مبرر لها للحصول على ذات النتيجة وهو يعكس بذلك العقلية الإنجليزية المجبولة على الحرص والتي تسعى للحصول على الكثير بأقل الخسائر ولو اقتضى ذلك شيئاً من الأناة وكثير من الحيلة والدهاء.
أما مبادئ ماوتسي تونغ فقد تنكب فيها هدى أفكار قدماء العسكريين والمفكرين الصينيين أمثال (صن تسو) وعكست في ذات الوقت ظروف الصين وتجاربها الذاتية كبلد واسع ضخم ذو إمكانيات بشرية هائلة وإمكانيات تقنية محدودة وشعب عُرف بالصبر والنفَس الطويل والتراجع أمام جذوة هجمات الخصوم بانتظار الفرص السانحة للرد.
ويمكننا القول بذات الرأي بالنسبة للمبادئ الروسية التي استمدها واضعوها من تجارب الروس الذاتية ومن عقيدتهم العسكرية التي تناسب الظروف الخاصة لتلك البلاد الشاسعة التي طالما أعيت الخصوم وامتصت زخمهم وعنفوانهم فبل أن تردّ عليهم الكرّة. وكان للقوى الشعبية أثر لا يقل عن أثر القوى العسكرية في الدفاع عن الأرض الروسية.
أما المبادئ الأمريكية فهي ذات المبادئ التي طبقها السراطيون الأمريكيون في العقود الأخيرة وهي أكثر ملائمة للإستراتيجية الذرية من الإستراتيجية التقليدية.
والحقيقة أن المبادئ آنفة الذكر يمكن اعتبارها أفكار لحالات وأوضاع خاصة ولا تشكل قوانين عامة يمكن تطبيقها بمجملها في جميع الظروف وعلى كافة الظروف والحالات وهذا هو التفسير الحقيقي لاختلافها وتنوعها إلا أنه يمكن الخروج بالقول بأنه ثمة عنصرين مشتركين بين كافة تلك المبادئ هما ضرورة اختيار النقطة الحاسمة الواجب الوصول إليها والتي تؤدي إلى زعزعة الخصم وانهياره واختيار المناورة التحضيرية الصالحة للوصول إلى تلك النقطة *, أي تحديد مكان الوخز واختيار الإبرة الصالحة للقيام بعملية الوخز.

## معايير استخدام مصطلح الإستراتيجية
يجب أن تتوافر في كل ما يتصف بالاستراتيجي الارتباط بالمعايير الاتية: (وجود تهديدات أو منافسة - أعلى مستوى قيادي - يشمل جميع الأهداف الرئيسية (الغايات) أو أحدهم - ينتج عنه تخصيص وتكليف مهام)
فكما ذكر في مقال عن الكاتب / اسامه صلاح قراعة بالموقع الكهيرنيّ (منهل الثقافة التربوي) لنقد التوسع في استخدام مصطلح إستراتيجية، لكل التخصصات وعلى كل المستويات، واستخرج معايير أساسية يجب أن تتوافر فيما يتصف بالخطة الإستراتيجية، أو ما يوصف بانه موضوع أو هدف استراتيجي.
من التقديم السابق والموضوع المشار إليه سابقا، نري ان مصطلح إستراتيجية ارتبط بالمجال العسكري ارتباطاً وثيقاً لا يمكن فصله، كما وان استخدام هذا المصطلح في المجال العسكري ارتبط بمعايير أساسية نحاول استعراضها فيما يلي:
- أعلى مستوى تخطيط والأهداف (الغايات):

من الناحية العسكرية ينقسم التخطيط إلى (تخطيط سراطيّ) يقوم بتحديد اهداف تسمي (الغايات) أو اهداف عليا بعيدة المدي أو اعلى مستويات الأهداف، وهو مستوى أهداف (القيادة العامة بجميع افرعها وتشكيلاتها) ويطلق عليها الأهداف الإستراتيجية وبناء عليه يتم تخصيص المهام للجيوش الميدانية والتشكيلات لتحقيق هذه الأهداف، ومن ينتقل التخطيط إلى مستوى (التخطيط التعبوي) والذي يحدد بدوره اهداف لتحقيق مهمته وتتصف بانها اهداف متوسطة المدي أو الأهداف الفرعية أو اهداف التشكيلات والجيوش الميدانية والمناطق ويطلق عليها (الأهداف التعبوية) والتي تترجم بدورها إلى مهام تكلف بها الوحدات الميداني، ومن ثم ينتقل مستوى التخطيط إلى (تخطيط عال المعايير) يقوم بتحديد (أهداف تخطيطية) وهي اهداف مباشرة أو اهداف صغرى أو أهداف قريبة أو اهداف خاصة بالوحدات الميدانية ومن ثم تحول تلك الأهداف إلى مهام تكلف بها كل وحدة صغرى على حدى وفي الغالب تحول هذه الأهداف إلى مستوى رابع على مستوى الفرد والقائد على الأرض وهو ما يسمي (الهدف المباشر) أو (الهدف المرئي) والذي يصدر به أمر القتال من القائد إلى المقاتل على الأرض.. وإذا تأملنا هذا التقسيم سنجد ان تسلسل الخطط وتدرجها يتم من أعلى المستوى الإداري أو القيادي إلى اسفله كما وان هناك فصل بين المستويات يكون ضروري ومحسوم لما له من مميزات تفويض السلطة وتخصيص المهام وتوفير الأعباء الذهنية والتركيز في انجاز وتحقيق المهام وتوفير قنوات الاتصال والسيطرة، حتى تتحول الخطة الإستراتيجية إلى أمر قتال من قائد إلى جندي (يكفي تدريبة على تقنيات القتال المختلفة).. وعلى هذا يجب أن يحتفظ المستوى التخطيطي بموقعه في قمة الهرم القيادي أو الإداري والا تحول إلى مستوى آخر، تعبوي أو تخطيطي أو أوامر ميدانية مباشرة.. وهنا في هذه الحالة لا يصح ان يطلق عليه مصطلح (سراطيّ).. وهذا ما لم يحدث في العلوم العسكرية حتى الآن وهي المصدر الرئيسي لاستخدامات هذا المصطلح.
- وجود تهديدات أو منافسة:

يرتبط مصطلح إستراتيجية بوجوب وجود تهديدات ما، فالاستخدام العسكري أو العلوم العسكرية لا تستخدم الا في حالة واحدة فقط وهي وجود تهديدات تجبر المجتمعات على تكوين الجيوش واستخدام تلك العلوم.. والدليل على ذلك ان أي تنظيمات أخرى غير عسكرية لا تستخدم هذا المصطلح للتخطيط لأعمالها الا انها تستخدم مصطلحات أخرى مثل، المنهج أو التخطيط الإداري إذا ما كان هناك هدف أو مجموعة اهداف تريد تحقيقها، وهنا لا توجد تهديدات ومعوقات مباشرة تمنع تحقيق هذا الهدف، وتكون خطة المنظمة عبارة عن منهج ثابت ومباشر في سبيل تحقيق هذا الهدف، فالمنهج أو الخطة الإدارية ما هي الا خطوات وخطط ثابتة في سبيل تحقيق هدف محدد، وأيضا يمكن تقسيمه إلى مستويات تخطيطية عليا أو عامة، ومستوى متوسط أو برامج أو إداري، ومستوى تنفيذي، لا حاجة لها لتكوين إستراتيجية ومناورات.
- أعلى مستوى إداري أو قيادي:

حيث يلتصق وقد ينحصر استخدامات مصطلح (إستراتيجية) في كل ما يعده أو يخططه أو يتداوله المستوى القيادي أو الإداري الأعلى في أي منظمة بشرط ان تكون هي المسؤولة عن تحديد وتحقيق غايات المنظمة، وهو المعروف بالمستوى السراطيّ والذي يشترك فيه فريق عمل مكون من جميع قادة الافرع والتخصصات والانشطة بصرف النظر عن حجمها ودورها في التنظيم.
- تخصيص مهام وتحديد مسؤليات ومراحل:

فالتخطيط لتحقيق هدف مباشر يتم تحقيقه بواسطة نفس المستوى المخطط لا يتصف بالإستراتيجية، ولذا فالخطة الإستراتيجية يجب أن ينتج عنها تقسيم للأهداف وتخصيص للمهام وتوزيع للأدوار لمستويات المتوسطة والدنيا، وتبعا لهذه المهام تعد تلك المستويات خطط جديدة ومنفصلة لتحقيقها والتي بمجموع نجاحها يتحقق الهدف السراطي، وإن لم تتواجد تلك الخطط الدنيا فلا مجال لوصف الخطة بالإستراتيجية لفقدها عنصر تقسيم الأدوار والتعاون وبالتالي فقد القدرة على المناورة. ومن هذه المعايير نلاحظ ان مصطلح (الاستراتيجية ) لا يفضل استخدامه إلا إذا ارتبط بخطة يضعها أعلى مستوى إداري بالهيكل التنظيمي للمنظمة وبشرط ارتباط الخطة المباشر بتحقيق غايات أو أهداف عامة رئيسية المنظمة وبشرط وجود تهديدات خارجية أو قوة تنافسية مما يستوجب معها استخدام أساليب المناورة أو الاعتماد على تحليل سوات للفرص والتهديدات كما هو في علوم الإدارة.
وبناء على هذه المعايير سابقة الذكر فلا يصح استخدام مصطلح (الاستراتيجية ) مع أي موضوع لا تتوافر فيه تلك المعايير سواء على المستوى العسكري أو الإداري أو العلمي. وبناء على ما تقدم نجد أن هناك خلل كبير في استخدام هذا المصطلح في عالمنا العربي، له مدلولات غير مرغوبة كالظهور والخداع والتعظيم إذا ما اضفنا كلمة (استراتيجية) لاي حديث بما يوحي به اللفظ من قدرة على التفكير وأهمية الهدف وأولويته ورفعة مستوى المتحدث، وكذا اجبار الطرف الآخر على الخضوع والاستسلام كون هناك تهديدات لا تحتمل الجدال. كثيرا ما نستخدم مصطلح استراتيجية في حياتنا العامة وحتى العلمية نقلا عن الغرب دون مراعاة لمدلول هذا المصطلح ورغم أن عندنا في اللغة العربية مصطلحات تؤدي نفس الغرض واقرب للفهم والاستيعاب، وهذا الاستخدام الخاطئ لمصطلح (الاستراتيجية ) يفقده معناه ومدلوله، وكذا يخلط بين مجالات الاستخدام الأمثل له، فعلى سبيل المثال بالنسبة للشأن التعليمي أو التربوي، عندما تضع وزارة التعليم (خطة استراتيجية جديدة للتعليم) تشارك فيها أفرع وإدارات وتخصصات عديدة (تعليمية – أبنية – صحة – أمن – شؤون اجتماعية) تخرج هذه الخطة بتخصيص مهام لكل إدارة وتخصص، وتبعا لذلك لابد لكل إدارة ان تضع خططها المنفصلة لتحقيق هذه المهام كمستوى تخطيطي تالي.. وهكذا حتى المستوى التنفيذي (المعلم) الذي تخصص له مهام مباشرة (لتحقيقها يلزمه اكتساب خبرات تقنية ومهارات خاصة) وليس وضع خطط مشتركة، وهنا يكون دور وفكر المعلم ليس بالسراطي وإنما هو دور وفكر تطبيقي باستخدام طرق ووسائل تقنية مختلفة، له حق الاختيار فيما بينها.

## القرارات الاستراتيجية
تتميز القرارات المالية الاستراتيجية بالثبات النسبي طويل الأجل، وبضخامة الاستثمارات أو الاعتمادات المالية اللازمة لتنفيذها، والاختصاص في اتخاذها مناطاً بالإدارة العليا.

### مشكلات القرارات الاستراتيجية
إن بنية المشكلة لهذا النوع من القرارات تكون غير محددة يصعب برمجتها، وتتعامل القرارات الإستراتيجية مع الأهداف والخطط الرئيسة للمنظمة، ومن أمثلتها: توظيف وإنفاق رأس المال.

### مزايا القرار الاستراتيجي
- ‌المركزية في المستويات العليا: عادة ما يتم اتخاذ القرارات الإستراتيجية في أعلى المستويات الإدارية، المتمثلة غالباً في مجلس إدارة المنظمة أو المدير العام للشركة ومساعديه؛ لإلمامهم بإمكانيات وموارد المنظمة.
- ‌يعد القرار الاستراتيجي قراراً حتمياً: إذ ينبغي على المنظمة أن تتخذه قبل البدء في عملياتها الإدارية والتشغيلية.
- ‌القرار الاستراتيجي غير متكرر: إذ غالباً ما تمثل تلك القرارات معالم رئيسة تسير المنظمة على نهجها دون تغيير يذكر.
- ‌قرارات قليلة نسبياً في عددها.
- ‌تتعلق بالمدى الطويل: غالبا ما تخدم تلك القرارات فترات زمنية طويلة قد تمتد لتشمل حياة المنظمة.
- ‌قرارات تتعلق بالمنظمة ككل: تتعلق بمختلف الإدارات والأقسام بالمنظمة.
- ‌قرارات تنظم العلاقة بين المنظمة وبيئتها الخارجية: تهتم بالبيئة الخارجية للمنظمة؛ إذ منها تستمد المنظمة مواردها، التي تحدد بشكل كبير مدى استمرار المنظمة واستقرارها بتلك البيئة.